# یورگ پوتلیتس
یورگ پوتلیتس (آلمانی: Jörg Puttlitz؛ زادهٔ ۲۵ اوت ۱۹۵۲) قایقران روئینگ اهل آلمان بود.